# Tugan Tajmurazovics Szohijev
Tugan Tajmurazovics Szohijev (oszét nyelven Сохиты Таймуразы фырт Тугъан, oroszul Туган Таймуразович Сохиев; Ordzsonikidze, 1977. október 21. –) oszét származású orosz karmester.

## Élete, munkássága
Tugan Szohijev 1977-ben született Ordzsonikidzében, a mai Vlagyikavkazban. Mérnök és tanár szülei bátorítására hétévesen zongoratanulmányokba kezdett, majd Anatolij Briszkin hatására a karmesterséggel próbálkozott. Az Ordzsonikidze Művészeti Iskolában Briszkinnél tanult, és 17 évesen bemutatkozhatott az Észak-Oszétia Állami Filharmonikus Zenekar élén, majd a szentpétervári Rimszkij-Korszakov Konzervatóriumban, Ilja Muszinnál folytatta tanulmányait. Muszin 1999-ben meghalt, és Jurij Tyermikanov vette át az osztályt. Szohijev 2001-ben végzett a konzervatóriumban.
Az első operabemutatója 2002-ben Izlandon volt, Puccini Bohéméletét vezényelte. E produkciója nyomán, 2003-ban lett a Walesi Nemzeti Opera zeneigazgatója, ötéves szerződéssel. Átvette a Don Giovannit, a Parasztbecsületet és a Bajazzókat. 2003-ban az Anyeginnel debütált a Metropolitan Operában. Ez lett első saját bemutatója Walesben is, Amanda Roocroft volt Tatyjana, Vlagyimir Moroz Anyegin, Marius Brenciu Lenszkij, Brindley Sherratt Gremin. A walesi együttműködés nem volt hosszú életű, Szohijev 2004 augusztusában, együttműködési problémákra hivatkozva lemondott. 2003-ban a Londoni Filharmonikus Zenekart vezényelte, Rachmaninov 2. szimfóniáját adták elő. 2004-ben Prokofjev Három narancs szerelmesét vezényelte az Aix-en-Provence-i fesztiválon, majd sikert aratott Luxemburgban és a madridi Teatro Realban is. 2008-ban az Orchestre National du Capitole de Toulouse vezető karmestere és művészeti vezetője lett, de ezt megelőzően 2005-től már a zenekar fő vendégkarmestere és művészeti tanácsadója volt. Párizsi bemutatkozásuk után megkapta a Francia Kritikusok Szövetségétől a „Révélation musicale de l'année” elismerést. 2006-ban a hustoni Gradnd Operában mutatta be – nagy sikert aratva – a Borisz Godunovot. Mindezek mellett 2005-től folyamatosan közreműködik a szentpétervári Mariinszkij Színház előadásain, ahol bemutatta – többek között – Rossini Reimsi utazását, Bizet Carmenjét és Rimszkij-Korszakov Szaltán cárját. Számos koncertet adott Franciaország, Németország, Ausztria, Horvátország, Spanyolország, Kína és Japán különböző városaiban, Bécsben, Ljubljanában, Zágrábban, San Sebastianban, Valenciában.
2010-től 2016-ig a Deutsches Symphonie-Orchester Berlin karmestere és művészeti igazgatója volt, 2014 januárjában pedig a moszkvai Bolsoj zeneigazgatója lett. Itt olyan műveket mutatott be, mint a Borisz Godunov, a Faust elkárhozása, a Katyerina Izmajlova, a Hópelyhecske, A pszkovi lány, a Così fan tutte, A sevillai borbély.
Mindemellett koncertezik a világ számos városában, utazó karmesterként olyan zenekarok élén állt, mint például a Chicagói Szimfonikus Zenekar, a Londoni Szimfonikus Zenekar, a Philadelphia Orchestra, a Lipcsei Gewandhaus Zenekar, a Bécsi Filharmonikusok és a Berlini Filharmonikus Zenekar. Vendégkarmesterként közreműködött az Orchestre National de France, a DSO Berlin, a RAI Torino, a Finn Rádió Zenekara, az Oslói Filharmonikusok, a Royal Concertgebouw, a Müncheni Filharmonikusok, a Svéd Rádió Szimfonikus Zenekara, a Bournemouth Symphony, a Milánói Scala Zenekara, a müncheni Bayerische Staatsoper zenekara, az Accademia Nazionale di Santa Cecilia zenekara, az NHK Symphony és az Orosz Nemzeti Filharmonikusok koncertjein.
2022. márciusban, az Ukrajna elleni orosz invázió idején a művész bejelentette lemondási szándékát. Közölte: „Választanom kell zenei családjaim között. S mivel abba a helyzetbe kerültem, hogy választanom kell szeretett orosz muzsikusaim és szeretett francia zenészeim között, úgy döntöttem, lemondok a Bolsoj művészeti vezetői és főkarmesteri posztjáról, és távozom a toulouse-i nemzeti hangversenyzenekar zenei vezetői tisztségéből is”.

## Felvételei
| Megjelenés | Tartalom | Zenekar                                                          | Kiadó              |
| ---------- | --- | ---------------------------------------------------------------- | ------------------ |
| 2004       | Prokofjev: A három narancs szerelmese [élő, videó] | Europa Chor Akademie, Mahler Chamber Orchestra                   | Bel Air Classiques |
| 2006       | Muszorgszkij–Ravel: Egy kiállítás képei; Csajkovszkij: 4. szimfónia                                                                                              | Orchestre National Du Capitole De Toulouse                       | Naïve              |
| 2007       | Prokofjev: Péter és a farkas; Ljadov: Baba Jaga, Az elvarázsolt tó, Kikimora; Rimszkij-Korszakov: Két részlet a Mese Szaltán cárról-ból (A három csoda, A dongó) | Orchestre National Du Capitole De Toulouse, Valérie Lemercier    | Naïve              |
| 2011       | Prokofjev: 2. hegedűverseny; Rachmaninov: Szimfonikus táncok | Orchestre National Du Capitole De Toulouse, Geneviève Laurenceau | Naïve              |
| 2011       | Csajkovszkij: 5. szimfónia; Sosztakovics: Ünnepi nyitány | Orchestre National Du Capitole De Toulouse                       | Naïve              |
| 2011       | Jewels: George Balanchine Choreography [videó] | Mariinsky Theater Orchestra                                      | Mariinsky          |
| 2013       | Stravinsky: A tűzmadár; Tavaszi áldozat | Orchestre National Du Capitole De Toulouse                       | Naïve              |
| 2013       | Két CD-s kiadás, a 2007-es és a második 2011-es kiadás anyagával                                                                                                 | Orchestre National Du Capitole De Toulouse                       | Naïve              |
| 2014       | Rimszkij-Korszakov: Rettegett Iván [élő] | Deutsches Symphonie-Orchester Berlin                             | Sony Classical     |
| 2015       | A Flight through the Orchestra: Brahms: 2. szimfónia [videó] | Deutsches Symphonie-Orchester Berlin                             | EuroArts           |
| 2016       | Prokofjev: 5. szimfónia; Szkíta szvit | Deutsches Symphonie-Orchester Berlin                             | Sony Classical     |
| 2017       | Prokofjev: Kizsé (Tetik) hadnagy szvit; 1., „Klasszikus” szimfónia; 7. szimfónia                                                                                 | Deutsches Symphonie-Orchester Berlin                             | Sony Classical     |
| 2019       | Waldbühne 2019: Midsummer Night Dreams [videó] | Berlin Philharmonic Orchestra, Marianne Crebassa                 | EuroArts           |
| 2020       | Sosztakovics: 8. szimfónia | Orchestre National Du Capitole De Toulouse                       | Warner Classics    |

## Fordítás
Ez a szócikk részben vagy egészben  a   Tugan Sokhiev című angol Wikipédia-szócikk fordításán alapul.  Az eredeti cikk szerkesztőit annak laptörténete sorolja fel. Ez a jelzés csupán a megfogalmazás eredetét és a szerzői jogokat jelzi, nem szolgál a cikkben szereplő információk forrásmegjelöléseként.